# Laubwaldgebiet zwischen Wernigerode und Blankenburg
Das Laubwaldgebiet zwischen Wernigerode und Blankenburg ist ein FFH-Gebiet in den Städten Wernigerode, Blankenburg (Harz) und Oberharz am Brocken im Landkreis Harz in Sachsen-Anhalt. Das Gebiet ist gleichzeitig als EU-Vogelschutzgebiet Vogelschutzgebiet zwischen Wernigerode und Blankenburg ausgewiesen.

## Allgemeines
Das FFH-Gebiet ist circa 3615 Hektar groß. Es ist deckungsgleich mit dem EU-Vogelschutzgebiet „Vogelschutzgebiet zwischen Wernigerode und Blankenburg“, überlagert sich mit dem Landschaftsschutzgebiet „Harz und nördliches Harzvorland“ und umfasst den geschützten Landschaftsbestandteil „Bielsteintunnel bei Hüttenrode“. FFH- und EU-Vogelschutzgebiet sind durch die Landesverordnung zur Unterschutzstellung der Natura 2000-Gebiete im Land Sachsen-Anhalt (N2000-LVO LSA) seit dem 21. Dezember 2018 rechtlich gesichert. Zuständige untere Naturschutzbehörde ist der Landkreis Harz.

## Beschreibung
Das FFH-Gebiet liegt südöstlich von Wernigerode im Naturpark Harz/Sachsen-Anhalt. Es umfasst ein überwiegend von naturnahen Laubwaldgesellschaften mit einem hohen Alt- und Totholzanteil geprägtes Waldgebiet am nördlichen Harzrand und schließt den nordwestlich von Blankenburg (Harz) aus dem Mittelgebirge austretenden Lauf des Goldbachs bis zu dessen Querung durch die Bundesstraße 81 östlich von Heimburg mit ein. Die Wälder stocken auf dem steilen Nordabhang des Harzes und erstrecken sich bis auf die Hochfläche des Mittelharzes. Großflächig stockt auf nährstoffreichen Standorten Waldmeister-Buchenwald mit Rotbuche und den begleitenden Gehölzarten Gemeine Esche, Bergahorn, Hainbuche und Vogelkirsche. In der Krautschicht siedeln unter anderem Einblütiges Perlgras, Waldmeister und Ährige Teufelskralle. Auf nährstoffarmen Standorten stockt Hainsimsen-Buchenwald, wo sich die Traubeneiche zur Rotbuche gesellt. In der Krautschicht sind unter anderem Weißliche Hainsimse und Zweiblättriges Schattenblümchen zu finden. Stellenweise sind forstwirtschaftlich bedingt Fichtenbestände ausgebildet.
Anthropogenen Ursprungs sind Labkraut-Eichen-Hainbuchenwälder, die am Harzrand, im Klostergrund südwestlich von Blankenburg (Harz) und auf dem Agnesberg östlich von Wernigerode stocken. Sie wurden zur Bauholzgewinnung angelegt. Die Waldweidenutzung begünstigte die Ausbildung dieser Waldgesellschaft. Die Eichen-Hainbuchenwälder werden von Eiche, Hainbuche, Winterlinde, Gemeiner Esche, Bergulme, Bergahorn, Rotbuche und Vogelkirsche aufgebaut. In der Krautschicht siedeln unter anderem Waldlabkraut, Maiglöckchen, Gelbes Windröschen, Geflecktes Lungenkraut und Färberscharte.
Nur kleinflächig sind Schlucht- und Hangmischwälder ausgebildet. Entlang von Bächen sind teilweise Erlen-Eschenwälder mit Schwarzerle, Bruchweide, Korbweide, Gemeiner Esche und Gewöhnlicher Traubenkirsche ausgebildet. An lichten Stellen entlang der Bäche sind Unterwasservegetation aus Wasserstern-Fluthahnenfuß- und Berlen-Gesellschaften sowie bachbegleitend zum Teil artenreiche feuchte Hochstaudenfluren ausgebildet. Stellenweise sind die Bäche zu Mühlenteichen bzw. Fischteichen angestaut, so etwa am Klostergrundbach und Silberborn westlich von Blankenburg (Harz). In einigen Bachtälern bzw. auf Hochflächen sind teilweise Grünländer mit Waldstorchschnabel, Gewöhnlichem Ruchgras, Margerite, Echter Schlüsselblume, Spitzlappigem Frauenmantel und Großem Ehrenpreis zu finden. Reste von Borstgrasrasen und Magerrasen sind nur kleinflächig zu finden. Die Flächen liegen weitestgehend brach und verbuschen.
Das Gebiet ist Lebensraum von Luchs und Wildkatze. Teilweise ist auch die Haselmaus heimisch. Die Wälder bieten Fledermäusen einen geeigneten Lebensraum. So sind hier Mopsfledermaus, Bechsteinfledermaus, Nymphenfledermaus, Großes Mausohr sowie Große und Kleine Bartfledermaus heimisch. Im FFH-Gebiet sind zahlreiche Stollen vorhanden, die von den im FFH-Gebiet heimischen Fledermäusen, aber auch weiteren Arten wie Teichfledermaus, Fransenfledermaus und Wasserfledermaus, als Winterquartier genutzt werden, darunter die Pinge Volkmarskeller, die Pingen Mittelberg, Stollen der Erzstufenbahn und der Bielsteintunnel.
Die Wälder sind Lebensraum der Spechtarten Grauspecht, Schwarzspecht und Mittelspecht sowie der Hohltaube. Weiterhin ist der Schwarzstorch hier heimisch sowie die Greifvogelarten Rotmilan, Mäusebussard, Sperber, Habicht, Waldohreule und Raufußkauz. An Bächen und Teichen lebt der Eisvogel, die Bachtäler sind Lebensraum von Wasseramsel und Gebirgsstelze. An den Teichen bei Michaelsstein hat sich eine kleine Graureiherkolonie angesiedelt. Weiterhin sind je nach Standort unter anderem auch Neuntöter und Wendehals heimisch.
Das FFH-Gebiet grenzt an die Ortslagen von Wernigerode, Benzingerode, Blankenburg (Harz) und Hüttenrode. Es ist vielfach von weiteren Waldgesellschaften umgeben. Insbesondere nach Norden und Osten grenzt es auch an landwirtschaftliche Nutzflächen. Das Gebiet wird von der Bundesstraße 27 und der Strecke der Rübelandbahn sowie weiteren öffentlichen Straßen, der Lauf des Goldbachs wird nordwestlich von Blankenburg (Harz) durch die am Harzrand verlaufende Autobahn 36 gequert. Viele der Forstwege im FFH-Gebiet können als Wanderwege genutzt werden.